# Olza (rzeka)

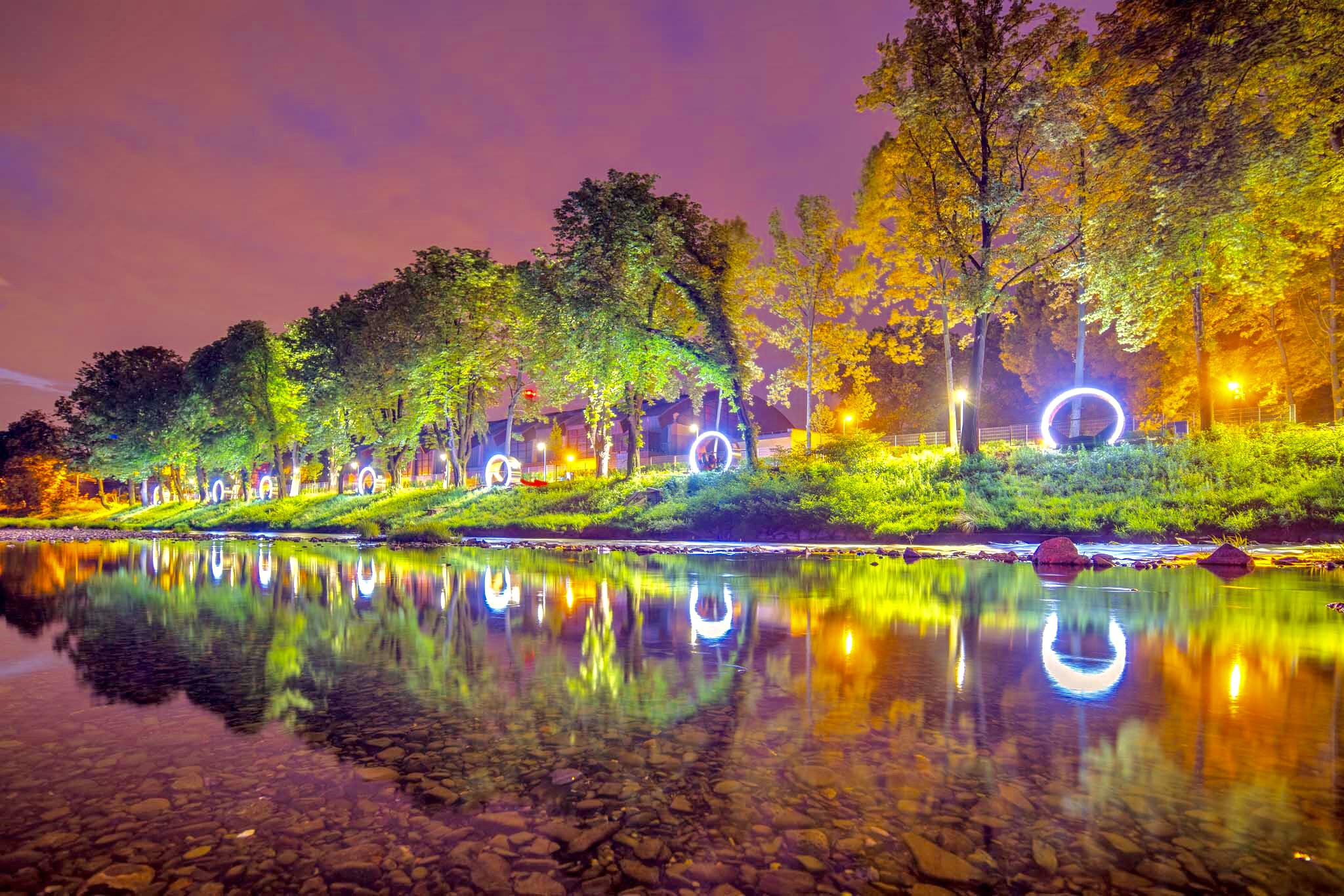
Instalacja artystyczna nad Olzą w Cieszynie podczas wydarzenia Rzeka Olza-Open Air Museum

Olza (cz. Olše, niem. Olsa) – rzeka na Śląsku Cieszyńskim, na granicy Polski i Czech, będąca prawym dopływem Odry.

## Przebieg
Długość 86,2 km, powierzchnia zlewiska 1117,6 km², z tego 479 km² na terytorium Polski. 49 większych dopływów. Źródła w Koniakowie w gminie Istebna, pod Gańczorką i Karolówką, na zachodnich stokach grzbietu Beskidu Śląskiego, na wysokości 840–880 m n.p.m. Uchodzi do Odry na północ od Bogumina, koło wsi Olza, na wysokości 191 m n.p.m. Średni spadek 0,67%.
Pierwsze 16 km biegu na terenie Istebnej, w granicach Polski. Na tym odcinku średni spadek wynosi ok. 2,5%. Rzeka płynie tu generalnie w kierunku zachodnim. W toku źródłowym, u południowych podnóży Filipionek, na Olzie istniała klauza, której ślady w postaci zabagnionego rozlewiska były widoczne jeszcze na początku XXI w. W 2013 r. na tym miejscu staraniem Nadleśnictwa Wisła został zbudowany Zbiornik Małej Retencji „Gańczorka”. Poniżej zbiornika koryto stosunkowo szerokie, w korycie widoczne odsłonięcia fliszu karpackiego. Poniżej „Tartaku” w Istebnej rzeka silnie meandruje u południowych podnóży Młodej Góry, płynąc do granicy państwa krętą, miejscami bardzo wąską i głęboką doliną. Poniżej granicy systematycznie wykręca ku północnemu zachodowi.
W górnym biegu w granicach Czech, od Jabłonkowa po Trzyniec Olza tworzy granicę między Beskidem Śląskim a Beskidem Morawsko-Śląskim. W tej części biegu Olza ma w dalszym ciągu charakter rzeki górskiej. Jej koryto jest kręte, przeważnie dość głębokie, kamienisto-żwirowe, miejscami urozmaicone większymi głazami lub niskimi progami. W zakolach Olza podcina brzegi, tworząc kilkunastometrowe skarpy, a nawet kilkumetrowe skalne ścianki, pod którymi formują się głębsze plosa. Z jedną z takich skał na prawym brzegu, na terenie Gródka, zwanej do dziś „Skałą Bełki”, związana jest legenda o rycerzu Bełce, który miał z niej skoczyć wraz z koniem do wody i zginąć samobójczą śmiercią. Około 18-kilometrowy odcinek rzeki od ujścia Łomnej w Jabłonkowie do Trzyńca jest spławny dla kajaków, mniejszych canoe czy pontonów. Spływy mogą się odbywać przy minimalnym stanie wody na wodowskazie w Jabłonkowie ok. 130-150 cm.
W biegu środkowym, od Cieszyna do Karwiny oraz w dolnym, od Zawady/Godowa po ujście do Odry, korytem Olzy biegnie granica polsko-czeska.
Olza jest rzeką niosąca stosunkowo niewiele wody. Jej średni przepływ przy ujściu wynosi ok. 10 m³/s. Stan wody wzrasta nagle w przypadku opadów nawalnych, którymi zagrożone są północno-zachodnie stoki Beskidu Śląskiego.

### Dopływy Olzy
Lista nazwanych cieków w dorzeczu Olzy:
Olza (ujście do Odry)
```
   ├───P───
Szotkówka

   │ └───P───
Lesznica

   ├───P───
Pietrówka

   ├───L───
Stonawka

   ├───P───
Bobrówka

   │ └───L───
Młynówka

   ├───P───
Puńcówka

   ├───L───
Ropiczanka

   ├───L───
Tyrka

   ├───P───
Lesznianka

   ├───P───
Wędryńka

   ├───L───
Kopytná

   ├───P───
Głuchówka

   │ └───P───
Strzelma

   ├───P───
Komparzów

   ├───P───
Rogowiec

   ├───P───
Kostków

   ├───P───
Radwanów

   ├───L───
Łomna

   │ └───P───
Osetnica

   ├───L───
Lyski

   ├───L───
Bukowiec

   ├───L───
Gliniany

   ├───P───
Prądowiec

   ├───P───
Połomity Mały

   ├───P───
Połomity Wielki

   ├───L───
Raztoka

Olza
 (źródło)
```

## Przyroda
parki krajobrazowe
- Park Krajobrazowy Beskidu Śląskiego

rezerwaty przyrody
- Rezerwat przyrody Velké doly
- Rezerwat przyrody Lasek Miejski nad Olzą
- Rezerwat przyrody Lasek Miejski nad Puńcówką

## Konotacje w kulturze
Olza i jej źródła zajmują poczesne miejsce w kulturze duchowej mieszkańców Śląska Cieszyńskiego. Pieśń „Płyniesz Olzo po dolinie”, do której słowa ułożył Jan Kubisz, pochodzący z położonej nad tą rzeką wsi Końska, uznawana jest za nieoficjalny hymn Śląska Cieszyńskiego.

## Hydronimia
Nazwa rzeki we współczesnej formie Olza wspominana była już w 1425 r. Według polskiego językoznawcy, związanego ze Śląskiem Henryka Borka, etymologia nazwy rzeki „Olza” wywodzi się od praindyjskiej formy * Ali-gā od * ali- ‘biały’, skąd prasłowiańskie * Olьdza, a więc pierwotnie ‘biała rzeka’ (podobnie jak Łaba ← * Alba, łac. albus ‘biały’). Twórca teorii hydronimii staroeuropejskiej, Hans Krahe stwierdził, że rdzeń *el-/*ol-/*al- oznacza „wodę, wilgoć”. Podobną teorię akceptuje (m.in. za J. Rozwadowskim) Robert Mrózek: Olza ← Oldza ← Oliga z pierwotnym znaczeniem ‘woda’, ‘ciecz’. Niemiecki onomasta Jürgen Udolph wywodzi nazwę „Aliga”, przekształconą następnie w „Olbga”, „Oldza”, od staroeuropejskiego *el-g/*ol-g („pachnieć, śmierdzieć, gnić”), stąd „Olza” oznacza „rzekę wydzielającą zapach” (nazwa „Olbga” – „bagno, błoto”).
W niemieckojęzycznych źródłach drukowanych rzeka występuje od 1493 r. pod nazwą „Olsa”. Czeska nazwa urzędowa rzeki („Olše”), utrwalona w dwudziestoleciu międzywojennym jako jeden z elementów czechizacji tzw. Zaolzia, obecnie budzi kontrowersje nawet wśród uczonych czeskich. W roku 1613 śląski regionalista i historyk Mikołaj Henel z Prudnika wymienił rzekę w swoim dziele o geografii Śląska pt. Silesiographia podając jej łacińską nazwę: Elsa fl. .

## Miejscowości położone nad Olzą
- Koniaków
- Istebna
- Bukowiec
- Piosek
- Jabłonków
- Nawsie
- Gródek
- Bystrzyca
- Trzyniec
- Czeski Cieszyn
- Cieszyn
- Pogwizdów
- Kaczyce
- Karwina
- Koukolná
- Piotrowice koło Karwiny
- Godów
- Łaziska
- Lutynia Dolna
- Wierzniowice
- Gorzyczki
- Bogumin
- Olza

## Galeria

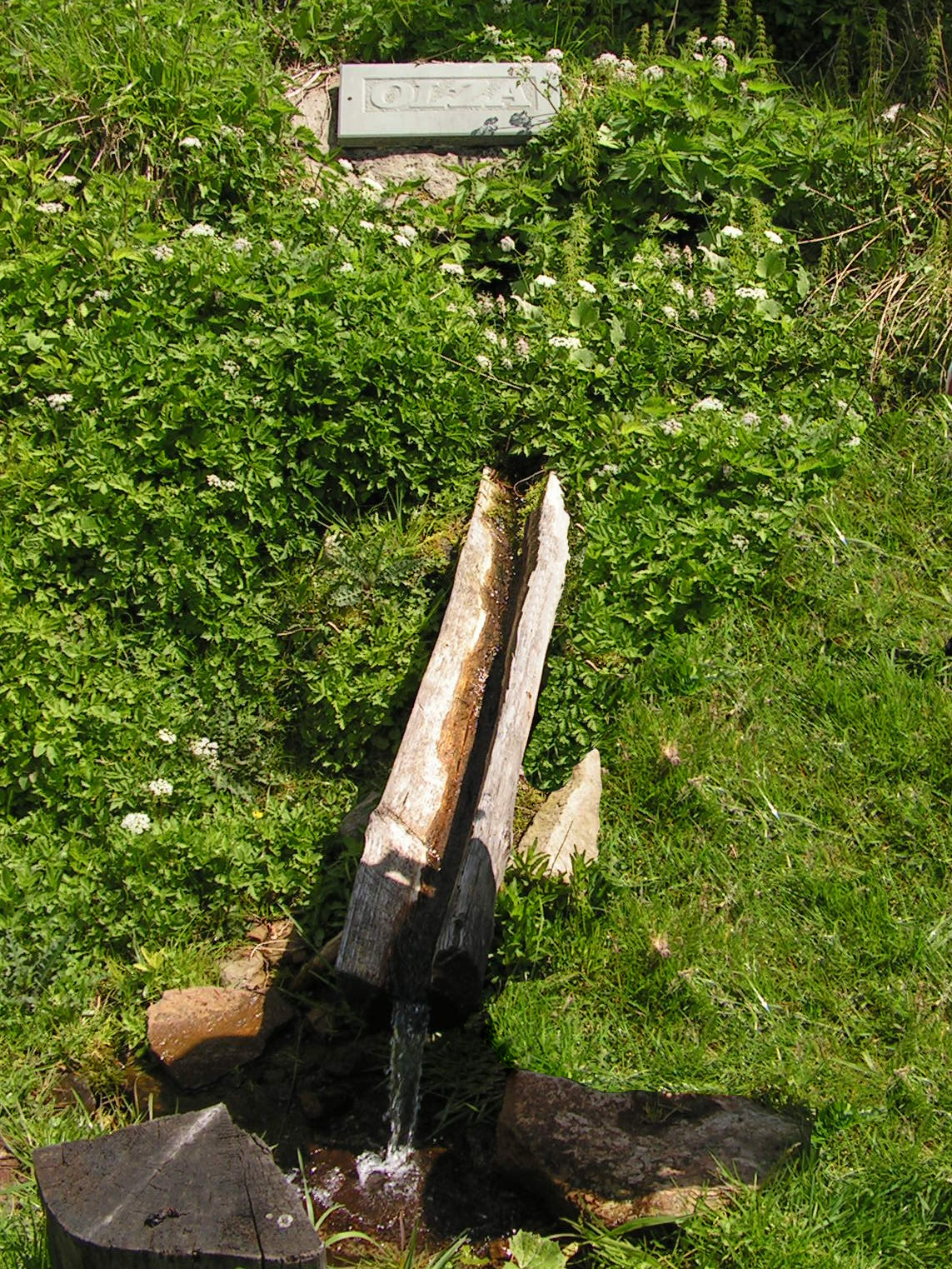
Źródło Olzy na Gańczorce
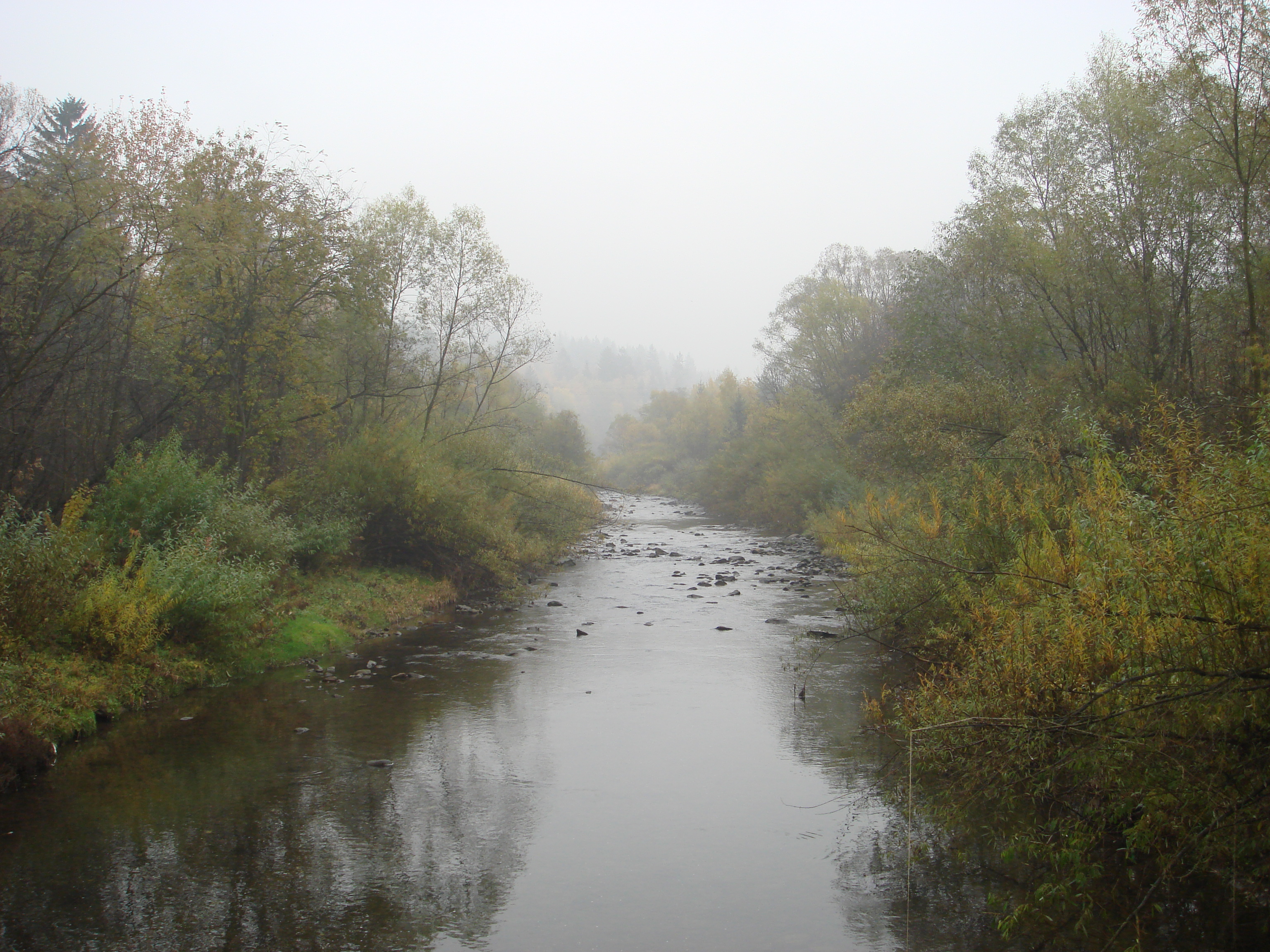
Olza w Bukowcu
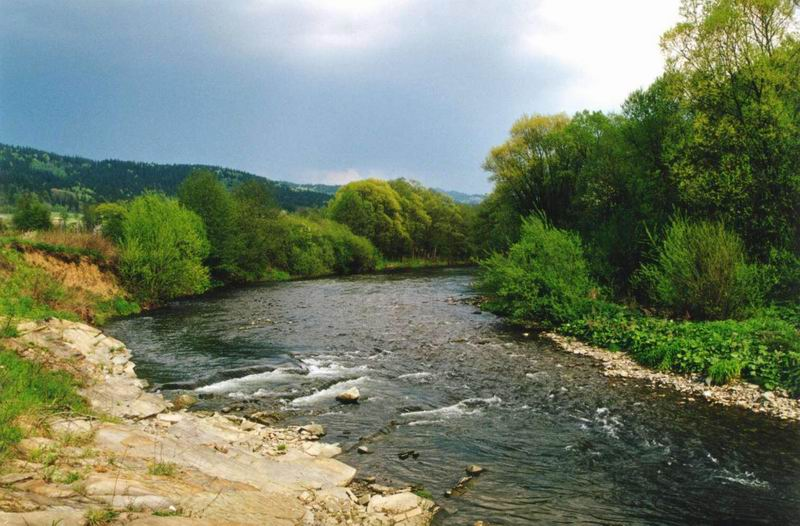
Olza w Gródku
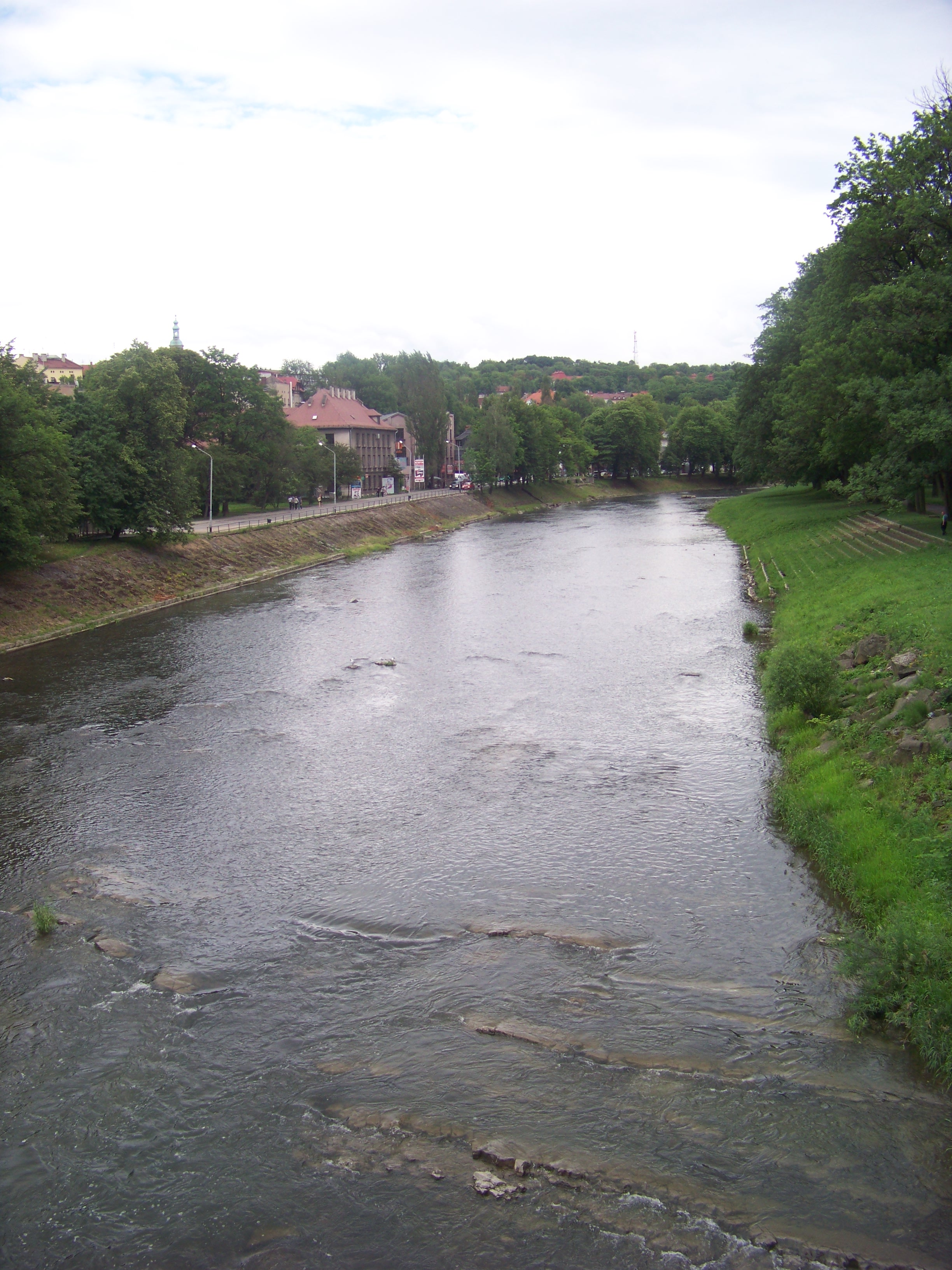
Olza w Cieszynie
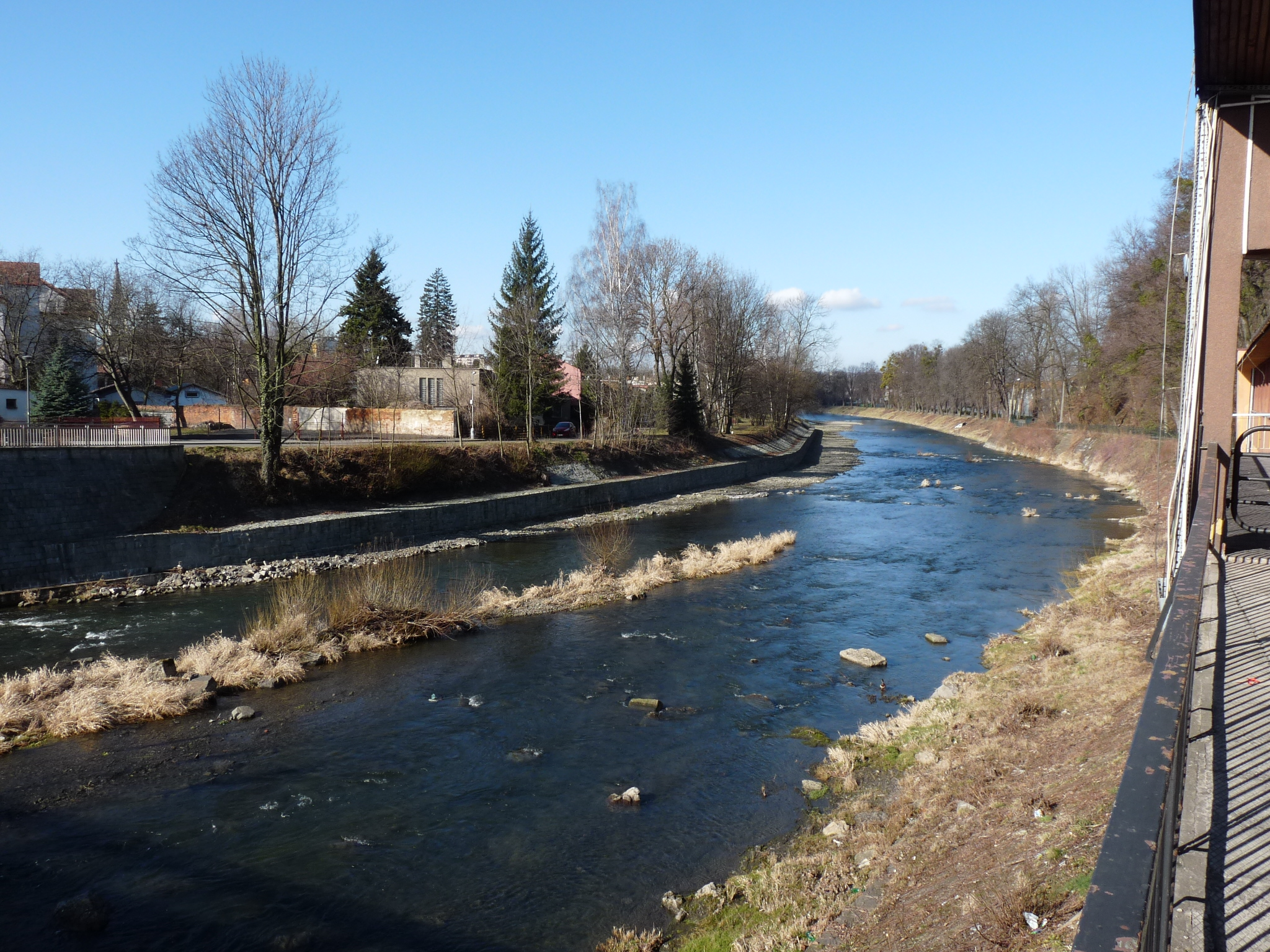
Olza w Cieszynie, widziana z „Mostu przyjaźni”
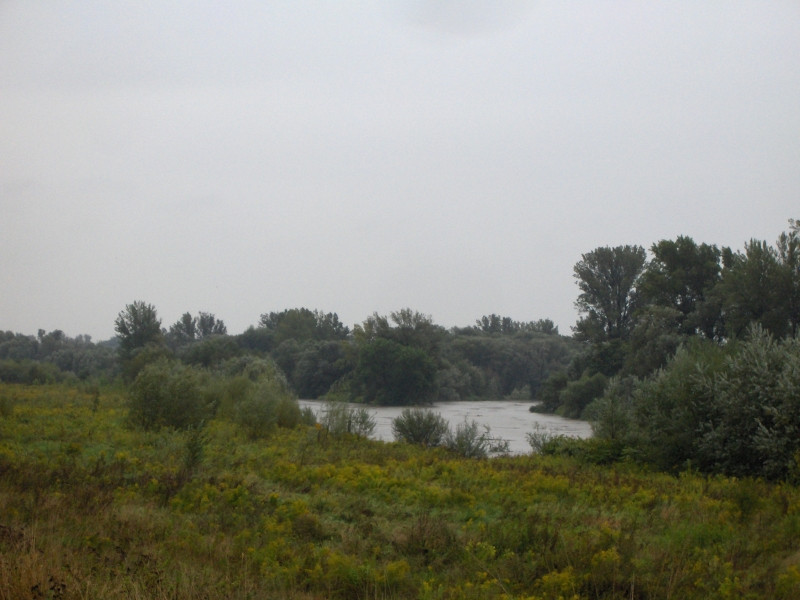
Ujście Olzy do Odry w powiecie wodzisławskim